# Zadarska županija
Zadarska županija smještena je u središnjem dijelu Jadranske Hrvatske, u sjevernodalmatinskom i južnoličkom prostoru. Sjedište županije je u gradu Zadru.

## Upravno-teritorijalni ustroj
Županiju čini 6 gradova i 28 općina:
- Gradovi:
  - Grad Benkovac
  - Grad Biograd na Moru
  - Grad Nin
  - Grad Obrovac
  - Grad Pag
  - Grad Zadar (sjedište županije)

- Općine: 
  - Općina Bibinje
  - Općina Galovac
  - Općina Gračac
  - Općina Jasenice
  - Općina Kali
  - Općina Kolan
  - Općina Kukljica
  - Općina Lišane Ostrovičke
  - Općina Novigrad
  - Općina Pakoštane
  - Općina Pašman
  - Općina Polača
  - Općina Poličnik
  - Općina Posedarje
  - Općina Povljana
  - Općina Preko
  - Općina Privlaka
  - Općina Ražanac
  - Općina Sali
  - Općina Stankovci
  - Općina Starigrad
  - Općina Sukošan
  - Općina Sveti Filip i Jakov
  - Općina Škabrnja
  - Općina Tkon
  - Općina Vir
  - Općina Vrsi
  - Općina Zemunik Donji

## Stanovništvo
Prema popisu stanovništva iz 2021. godine na prostoru Zadarske županije živjelo je 159.766 stanovnika. Prosječna gustoća naseljenosti dosegla je 43,82 stanovnika/km2.
| broj stanovnika | 84091 | 94156 | 98063 | 108330 | 123375 | 136522 | 146375 | 149855 | 154026 | 162682 | 174957 | 190356 | 194098 | 214777 | 162045 | 170017 | 159766 |
|                 | 1857. | 1869. | 1880. | 1890.  | 1900.  | 1910.  | 1921.  | 1931.  | 1948.  | 1953.  | 1961.  | 1971.  | 1981.  | 1991.  | 2001.  | 2011.  | 2021.  |

Etnički sastav 2021.: Hrvati 93,6 %, Srbi 3,7 %, Albanci 0,5 %, Bošnjaci 0,2 %, Slovenci 0,3 % i drugi.

## Županijska uprava
U razdoblju 1993. – 1997. godine, županijski je prostor uključivao i područje bivšeg autonomnog Kotara Knin (Zadarsko-kninska županija). Teritorijalnim preustrojem 1997. i ukidanjem te upravne jedinice znatnije su izmijenjene županijske granice. Zadarska županija je obuhvatila središnji dio suvremenog prostornog kompleksa zadarske regije (uključuje Sjevernu Dalmaciju i veći dio Like), uz pripadajuće priobalje i otoke te dio Južne Like (općina Gračac).

### Rezultati županijske skupštine
| Stranka                  | Postotak glasova |
| ------------------------ | ---------------- |
| HDZ, HSS, HSLS, HSP, HSU | 62,99 %          |
| SDP, HNS, DSU            | 24 %             |
| DSU                      | 6,87 %           |

## Zemljopis
Zadarska županija izuzetno je pogodno prostorno položena na srednjem dijelu Jadranske Hrvatske, odnosno u središnjem dijelu Hrvatskog primorja. Ukupna površina županije je 7486,91 km2. Površina kopna iznosi 3641,91 km2, površina morskog dijela iznosi 3845,00 km2 a površina otoka 587,6 km2. Geografski je položena tako da zahvaća primorje sjeverne Dalmacije te zaobalje Ravnih kotara, Bukovice, Pozrmanja i Južne Like. S kontinentalnim dijelovima Jadranske Hrvatske je odvojena, ali i povezana visokim masivom Velebita, što je tisućljećima određivalo njezin razvoj, u smislu otežanog prometa, ali i stoljetne transumantnog nadopunjujućeg gospodarstva koje je bilo osnova stvaranja središta srednjovjekovne hrvatske države baš u ovom prostoru. Danas je ta povezanost bitno unaprijeđena probijanjem autocestovnog tunela Sveti Rok. Ima ključni geoprometni položaj u povezivanju kontinentalnog i priobalnog prostora Hrvatske. Preko njenog teritorija prolazi autocesta Zagreb - Zadar - Split - Dubrovnik, dijelom i kao trasa buduće Jadransko-jonske europske prometnice, a u planu je i izgradnja jadranske željezničke pruge. Suvremenim autocestovnim povezivanjem županija je povoljno položena na važnom prometnom pravcu Baltik - Panonski bazen - Zadar - Ancona - Srednja i Južna Italija.

## Povijest
Područje današnje Zadarske županije središnji je dio prostorne jezgre nastanka hrvatske države. Tu je pronađen natpis s najstarijim spomenom hrvatskog imena (Šopot kod Benkovca), tu su nalazile hrvatske županije Luka, Nin i Sidraga te kraljevski gradovi Nin, Biograd i Zadar. Osnovni čimbenik naseljavanja tog prostora bilo je plodno područje Ravnih kotara sa zaobaljem Velebita i Like s Krbavom i Pounjem, što je omogućavalo nadopunjavajuću sredozemno-kontinentalnu ekonomiju i stočarska kretanja s izmjenom ispaša u zimskom i ljetnom razdoblju. U kasnijem razdoblju, djelomičnim gubitkom nezavisnosti Kraljevine Hrvatske, važnost tog prostora oslabila je. U 15. stoljeću, Zadar i njegova okolica su prodajom Dalmacije postali posjed Mletačke Republike, a već početkom 16. stoljeća počeli su osmanski prodori. Slobodno područje je svedeno na uski obalni pojas oko Zadra, Nina, Biograda i Novigrada, dok je unutrašnjost bila izložena stalnim ratnim pustošenjima. Stanovništvo je bježalo na zadarske otoke te dalje u Istru i Kvarner, a njihova mjesta naselili su novi doseljenici, među kojima je bilo i dosta Vlaha (kasnije Srbi). Završetkom mletačko-osmanskih ratova krajem 17. stoljeća, gotovo čitavo zadarsko područje došlo je pod vlast Mletačke Republike (osim ličkog dijela) i ostalo u njezinom sastavu sve do 1797. godine. Nakon toga nastupila su kratkotrajna razdoblja prve austrijske i francuske vladavine, a zatim stabilnog razvoja u vrijeme druge austrijske, odnosno vladavine Habsburške Monarhije. Tada je ostvaren i jači razvoj zbog utjecaja Zadra, tada glavnog grada Kraljevine Dalmacije. 

## Znamenitosti
- Grad Pag – (povijesna jezgra) primjer planiranog renesansnog grada iz 15. stoljeća
- hrvatski kraljevski gradovi Biograd na Moru i Nin (povijesne jezgre)
- Nacionalni park Paklenica
- povijesna jezgra Zadra s mnogobrojnim spomenicima iz raznih povijesnih razdoblja (crkva Svetog Donata, Forum, Zadarska katedrala i dr.)
- Cerovačke špilje
- PP Vransko jezero (veći, sjeverozapadni dio)
- PP Telašćica
- planirani PP Povljansko polje, ornitološki rezervati Velo blato i Malo blato na otoku Pagu[1][2]
- kanjon rijeke Zrmanje
- vrelo rijeke Zrmanje
- vrelo rijeke Une kod Srba
- stari Maslenički most
- kaštel Benković
- otok Ugljan: rimske iskopine, dvorac Callifi, samostan
- utvrda Sveti Mihovil, Preko
- Utvrda Kličevica, Šopot
- samostan Galovac, Preko
- franjevački samostan, Kraj
- samostan Ćokovac, Tkon
- crkva sv. Pelegrina, Savar
- svjetionik Veli rat
- hipodrom, Polača
- značajni krajobraz i posebni rezervat šumske vegetacije Dubrava – Hanzine, otok Pag[3]
- kanjon Kupe
- Kolansko blato - blato Rogoza, ornitološki rezervat
- kula, Ražanac
- kula, Zaton
- Maškovića Han
- mirila, Starigrad
- Modrič špilja, Rovanjska
- palača Petricioli, Sali
- palača Rančić, Sali
- ravnokotarska vinska cesta
- stare gradine, Obrovac
- Tulove grede
- nadbiskupski ljetnikovac Palac, Sukošan
- ljekovito blato Segal, otok Pag[4]
- crkva sv. Nikole, Perilo[5]
- crkva sv. Martina u Povljanskom polju[5]
- uvala Stara Povljana[5]

## Partnerska županija
- Baranjska županija[6]

## Vanjske poveznice
Službene stranice županije